# Дьюївілл (Юта)
Дьюївілл (англ. Deweyville) — місто (англ. town) в США, в окрузі Бокс-Елдер штату Юта. Населення — 417 осіб (2020).

## Географія
Дьюївілл розташований за координатами 41°41′36″ пн. ш. 112°5′18″ зх. д. / 41.69333° пн. ш. 112.08833° зх. д. (41.693224, -112.088268).  За даними Бюро перепису населення США в 2010 році місто мало площу 16,57 км², уся площа — суходіл.

## Демографія
Згідно з переписом 2010 року, у місті мешкали 332 особи в 117 домогосподарствах у складі 87 родин. Густота населення становила 20 осіб/км².  Було 129 помешкань (8/км²).
Расовий склад населення:
| - 97,0 % — білих - 0,3 % — вихідців з тихоокеанських островів - 0,3 % — корінних американців - 0,3 % — чорних або афроамериканців - 0,3 % — азіатів |

До двох чи більше рас належало 1,5 %. Частка іспаномовних становила 0,9 % від усіх жителів.
За віковим діапазоном населення розподілялося таким чином: 30,7 % — особи молодші 18 років, 54,2 % — особи у віці 18—64 років, 15,1 % — особи у віці 65 років та старші. Медіана віку мешканця становила 36,7 року. На 100 осіб жіночої статі у місті припадало 94,2 чоловіків;  на 100 жінок у віці від 18 років та старших — 93,3 чоловіків також старших 18 років.
Середній дохід на одне домашнє господарство  становив 65 787 доларів США (медіана — 58 750), а середній дохід на одну сім'ю — 76 753 долари (медіана — 66 875). Медіана доходів становила 51 818 доларів для чоловіків та 38 214 долари для жінок. За межею бідності перебувало 14,2 % осіб, у тому числі 14,1 % дітей у віці до 18 років та 0,0 % осіб у віці 65 років та старших.
Цивільне працевлаштоване населення становило 173 особи. Основні галузі зайнятості: виробництво — 18,5 %, освіта, охорона здоров'я та соціальна допомога — 17,3 %, роздрібна торгівля — 12,7 %, фінанси, страхування та нерухомість — 8,7 %.